# Famille Ruzé
Pour les articles homonymes, voir Ruzé.
La famille Ruzé est une famille noble française originaire de Touraine. Elle a donné plusieurs personnalités qui ont assumé d'importantes responsabilités politiques, religieuses et militaires au royaume de France, tout en s'alliant avec d'autres familles aristocratiques comme les Briçonnet.

## Origines et personnalités

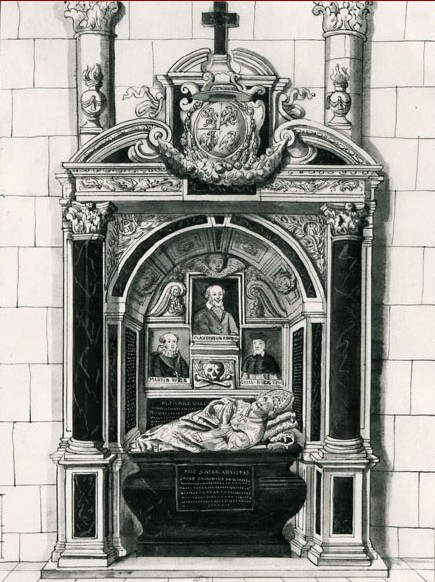
Martin Ruzé, commandeur du Saint-Esprit et Guillaume Ruzé, gisant de la cathédrale d'Angers relevé par Roger Gaignières.

Les origines connues de cette famille remontent au XIVe siècle : une des mentions fait état de Jean Ruzé, « bourgeois de Tours », ayant pour épouse une demoiselle Bernard.
Elle s'est peut-être éteinte le 3 juin 1719 avec la mort — sans postérité — d'Antoine II Coëffier Ruzé, marquis d’Effiat, Chilly et Longjumeau, chevalier des Ordres du Roi,.
- Jean Ruzé[6], maire de Tours de 1463 à 1464. Il épouse Guillonne Berthelot (tante de Gilles Berthelot).
  - Guillaume Ruzé, épouse Catherine Briçonnet (fille d'André et nièce de Jean Briçonnet)
    - Guillaume Ruzé (maire de Tours), maire de Tours de 1533 à 1535[6]. Il épouse Marie Testu.
      - Guillaume Ruzé[6] ( -1587), évêque d'Angers
      - Bonne Ruzé. Elle épouse Gilbert Coëffier, maire de Tours, trésorier de France.
        - Gilbert II Coëffier. Il épouse Charlotte Gaultier.
          - Antoine Coëffier de Ruzé, marquis d'Effiat, maréchal de France (1581-1632). Il épouse Marie de Fourcy et relève le nom de Ruzé.
            - Martin Coëffier de Ruzé, marquis d'Effiat (1612-1644)
              - Antoine II Coëffier de Ruzé d'Effiat (1639-1719), sans postérité

            - Henri Coiffier de Ruzé d'Effiat (1620-1642), marquis de Cinq-Mars
            - Jean Coëffier dit Jean Ruzé d'Effiat (1622-1698).

      - Martin de Ruzé de Beaulieu (1526-1613), secrétaire d'Etat, seigneur de Longjumeau et de Chilly. Sans postérité, il substitue ses biens, nom et armes à ses petits-neveux Antoine Coëffier et Martin de Rueil (1613)
      - Marie Ruzé (v. 1524-1558), femme d'Aimond/Edmond III Boucherat de la Forge-Valcon († 1564), arrière-grand-oncle de Louis Boucherat
        - Marie Boucherat (1542-1581) : elle épouse en 1560 Claude de Rueil des Marais/des Maretz († av. 1588)
          - Claude de Rueil (v. 1574/1581-1649), évêque d'Angers en 1628-1649
          - Martin de Rueil de Ruzé (1576-1623) : la famille de Rueil des Marais relève alors le nom de Ruzé et prend le titre de marquis de Ruzé. Il est père d'Henry, marquis de Ruzé († ap. 1679), sous-bailli de Haguenau ; Père lui-même, entre autres enfants, d'Armand-Louis (1645-1705) ; Père à son tour de nombreux enfants, dont : Louis-Auguste (1689-1747) et Gabriel-Martin de Rueil de Ruzé (1693-1754), ce dernier ayant pour fils Benoît-Gabriel-Armand de Rueil de Ruzé, marquis de Ruzé d'Effiat (1717-1800). Désormais, les nom et titre d'Effiat sont aussi relevés
            - le fils de Benoît, Benoît-Jean-Gabriel-Armand (1748-1834), marquis d'Effiat, fut le père de Benoît-Jean-Gabriel de Rueil de Ruzé (1780-1870), comte puis marquis d'Effiat, pair de France (non titré) en 1827.

Une partie de la famille Coëffier de Ruzé a été inhumée à Chilly.
Descendant des Ruzé par les femmes, la famille de Rueil en releva le nom, comme exposé plus haut.
- Claude de Rueil, seigneur des Maretz (ou des Marais, près d'Argenteuil dit-on : le Marais ?), avocat au parlement de Paris en 1567, conseiller du roi et président en sa Cour des monnaies
- Claude de Rueil (1581-1649), évêque de Bayonne puis évêque d'Angers
- Jean II Ruzé, seigneur de Stains, secrétaire de Louis XII, avocat, conseiller au Parlement de Paris, chancelier de Navarre.
- Henry de Ruzé († après 1679)[8],[9],[10], sous-bailli de Haguenau (cf. Abbé Victor Guerber : Histoire de Haguenau, t. Ier, chez Antoine Sutter, à Rixheim, 1876, p. 323 et 333), second de Mazarin.
- Benoît-Jean-Gabriel-Armand de Ruzé (1748-1834), marquis d’Effiat, lieutenant-général des armées du roi.
- Benoît-Jean-Gabriel-Armand de Ruzé, comte puis marquis d'Effiat (1780-1870), député d'Indre-et-Loire et pair de France (1827 ; non titré).

## Pour approfondir